# ウィリアム・デーリング
ウィリアム・フォン・エッガース・デーリング（William von Eggers Doering、1917年6月22日 - 2011年1月3日）は、アメリカの有機化学者。テキサス州フォートワース生まれ。"The Bull" のあだ名で知られる。

## 略歴
ハーバード大学で1938年に理学士、1943年に博士号を取得。その後、コロンビア大学（1943年から1952年）、イェール大学（1952年から1968年）を経てハーバード大学（1968年から1986年）で教授を務めた。
1944年にロバート・バーンズ・ウッドワードと共にキニーネの全合成を達成した（この全合成は2000年に疑問が呈されたが、2007年に事実だと証明された）。1963年にはブルバレンの存在を予言し、ブルバレンの合成が成功した後に別ルートでの合成にも成功した。彼が開発した三酸化硫黄-ピリジン錯体と、ジメチルスルホキシドを組み合わせてヒドロキシ基を対応するカルボニル化合物へ酸化する反応は「Parikh-Doering酸化」と呼ばれ、幅広く利用されている。ほか、アルケンとジハロカルベンからアレンを得る手法（デーリング・ラフラムのアレン合成 を参照）の開発が知られる。
ハーバード大学の教授職を退いた後は名誉教授を務めた。デーリングは1939年から2008年までの69年に渡り論文を発表し、最晩年まで第一線で研究を続けた。1953年ACS純粋化学賞、1962年アウグスト・ヴィルヘルム・フォン・ホフマン・メダル、1990年ウェルチ化学賞受賞。
2011年1月3日、マサチューセッツ州ウォルサム（Waltham）で死去した。